# Сафонов, Кирилл Леонович
Кири́лл Лео́нович Сафо́нов (род. 21 июня 1973, село Ермаковское, Красноярский край, РСФСР, СССР) — российский актёр театра, кино и дубляжа.

## Биография
Кирилл Леонович Сафонов родился 21 июня 1973 года в восточно-сибирском селе Ермаковское Красноярского края в еврейской семье. Школьные годы Кирилла прошли во Львове, куда семья переехала, когда ему ещё не было семи лет. Его мать — Галина Семёновна, учительница русского языка и литературы, пишет стихи и прозу. В 1980-е годы работала директором Львовского дворца пионеров, где юный Кирилл посещал различные кружки и выступал на концертах с чтением стихов. Когда Кириллу было 12 лет, его родители развелись. После развода мать одна растила троих детей — Кирилла и двух его сестёр. 1 сентября 1991 года поступил на учёбу во Львовское СПТУ-57, по специальности «Водитель автомобиля кат. С с квалификацией автослесаря» (группа №50, кл. руководитель Ощипко М.М., мастер производственного обучения Задорожный О.О.), которое окончил 30 июня 1992 года. В начале 1990-х годов семья вернулась в Красноярский край. В настоящее время мама и сёстры живут в Ашкелоне (Израиль).
Актёром Кирилл мечтал стать с детства. Одна из первых ролей в жизни — роль городничего в школьном спектакле. В 1993 году он поступил на театральный факультет Красноярского государственного института искусств, где проучился один год, после чего перевёлся в Москву на второй курс ГИТИСа. В 1997 году, сорвав генеральную репетицию дипломного спектакля, был отчислен с четвёртого курса РАТИ (ГИТИС, мастерская А. Гончарова).
С 1997 по 1999 год служил в Московском академическом театре имени Владимира Маяковского, затем в Московском драматическом театре им. К. С. Станиславского в группе режиссёра Владимира Мирзоева.
С 1999 по 2001 год по приглашению актёра Леонида Каневского Кирилл Сафонов работал в израильском театре «Гешер». В Тель-Авив он уехал с женой и дочерью. К тому времени там уже жили его мама и сёстры с семьями. За два месяца Кирилл выучил иврит, что до сих пор считает одним из своих больших достижений. Помимо российского гражданства, имеет также гражданство Государства Израиль. Озвучил более одной тысячи фильмов, сотрудничал с русскоязычными каналами израильского телевидения, телеканалом Hallmark и компанией Warner Brothers. В 2006 году вернулся в Москву.
Снимался в российском и израильском кинематографе. Был востребован также как и театральный актёр.
26 июня 2016 года состоялся режиссёрский дебют Сафонова. Он представил на Московском Международном кинофестивале, в рамках конкурса короткого метра, свою дебютную ленту «Четвёртый». Премьера прошла при полном аншлаге. В том же году в рамках кинофестиваля Золотой Феникс за короткометражный фильм «Четвёртый» Кирилл Сафонов получил приз Дебют «Рубиновый Феникс» имени Юрия Гагарина.
Актёр также пишет стихи, увлекается пением, живописью (десять лет выставлялся на вернисажах) и фотографией, любит активный отдых.
В 2022 году, после вторжения России на Украину, вернулся в Израиль.

## Личная жизнь
- Первая жена — Елена (умерла 05.06.2018), к актёрской профессии отношения не имела. Брак продлился с 1991 по 2001 годы[5][8].
  - Дочь — Анастасия (род. 27 июля 1994)[17], живёт в США[5][8].
- Вторая жена — Александра Савельева, российская певица, бывшая солистка поп-группы «Фабрика». Кирилл и Александра поженились 17 апреля 2010 года в усадьбе Царицыно, в Екатерининском зале Оперного дома[5][8]. Живут в Израиле, но приезжают в Россию[18].
  - Сын — Леон (род. 22 марта 2019).

## Роли в театре

#### Московский академический театр имени Владимира Маяковского
- 1997 — «Дети Ванюшина» (по однноимённой пьесе Сергея Найдёнова; режиссёр — Андрей Гончаров) — Константин
- 1998 — «Собачий вальс» (по одноимённой пьесе Леонида Андреева; режиссёр — Юрий Иоффе) — Генрих Тилле

#### Московский драматический театр им. К. С. Станиславского
- 1998 — «Укрощение строптивой» (по одноимённой пьесе Уильяма Шекспира; режиссёр — Владимир Мирзоев) — Баптиста, богатый дворянин из Падуи[19]
- 1999 — «Двенадцатая ночь» (по пьесе «Двенадцатая ночь, или Что угодно?» Уильяма Шекспира; режиссёр — Владимир Мирзоев) — Антонио, капитан, друг Себастьяна[20]

#### Театр «Гешер»(Израиль)
- 1999—2001 — «Море»[21] (по пьесе «Кьёджинские перепалки» Карло Гольдони; режиссёр — Евгений Арье) — Тито Нане
- 1999—2001 — «Дьявол в Москве»[22] (по  роману «Мастер и Маргарита» Михаила Булгакова; режиссёр — Евгений Арье) — Левий Матвей
- 2001 — «Мадемуазель Жюли»[23] (по одноимённой пьесе Августа Стриндберга; режиссёр — Йоси Израэли) — житель деревни

#### Московский театр «Империя звёзд»[24]
- 2008 — «Почтальон всегда звонит дважды» (антреприза по одноимённому роману Джеймса Кейна; режиссёр — Александр Марин) — Фрэнк Чамберс[25]

#### Театральная компания «Синтре»(Москва)
- 2011 — «Синяя роза» (антреприза по пьесе «Стеклянный зверинец» Теннесси Уильямса; режиссёр — Александр Марин) — Том Вингфилд, поэт, вынужденный работать на складе обувного магазина[26][27]

#### «Современник»
- 2015 — «Двое на качелях» (Гибсон, режиссёр Галина Волчек) — Джерри Райн

## Фильмография
- 2002 — Вечер спасённых (Израиль) — Анджей Рубинштейн[10]
- 2003 — Птице всё равно
- 2004 — Под знаком «Венус»
- 2005 — Полурусская история (Sipur Hatzi-Russi, Израиль) — Роман
- 2007 — Кризис Веры — Антон
- 2007 — Спасибо за любовь — Лёня, приятель Лары
- 2007 — Татьянин день — Сергей Никифоров
- 2008 — Двое под дождём — Олег (главная роль)
- 2008 — Мой осенний блюз — Максим
- 2009 — Ещё один шанс (Россия, Украина) — Николай Черкасов
- 2009 — Журов (фильм № 1 «Теорема Лобачевского», серии № 1-2) — Леонид Леонидович Пылаев, олигарх
- 2009 — Медвежий угол — Дмитрий Зорин
- 2009 — Чудо — Денис Сотников
- 2009 — Правило лабиринта. Плацента — Андрей
- 2009 — Телохранитель 3 — Борис Аркадьевич Рюмин
- 2009 — Частный сыск полковника в отставке — Глеб Захарович
- 2010 — Погоня за тенью — Сергей Михайлович Соболев, подполковник
- 2010 — Военная разведка. Западный фронт (фильм № 4 «Казимир») — польский агент советской разведки «Казимир»
- 2011 — Пилот международных авиалиний — Николай Мечников
- 2011 — Бабло — Григорий, бизнесмен
- 2011 — Условия контракта — Олег Архипов
- 2011 — Хранимые судьбой — Георгий Павлович Толлер
- 2011 — Краткий курс счастливой жизни — Пётр Алексеевич Широков
- 2012 — Возвращение — Андрей Томилин
- 2012 — Затерянные в лесах — Владимир Красов
- 2012 — Искупление — Руслан
- 2012 — Случайные знакомые — Александр
- 2013 — Условия контракта 2 — Олег Архипов
- 2013 — Дурная кровь — Фёдор Алексеевич Костомаров, младший брат Ивана
- 2014 — Хорошие руки — Сергей Владимирович Ружников
- 2014 — Улыбка пересмешника — Кирилл Кручинин
- 2014 — Новая жена — Гоша
- 2015 — Влюблённые женщины — Марк
- 2015 — Эти глаза напротив — Анатолий Дмитриевич Зарубин
- 2017 — Штрафник — Игнат Белов
- 2017 — Девочки не сдаются — Роман Андреевич Корнеев, руководитель клиники пластической хирургии, муж Дарьи Петровны
- 2017 — Министерство — Андрей Бранд
- 2018 — Бонус — начальник охраны
- 2018 — Другие — Гринёв
- 2018 — Никто не узнает (Дети) — Игорь
- 2018 — Люби их всех — Анатолий
- 2019 — Холодные берега — Марк Воронцов, руководитель компании «Всё своё»
- 2020 — Скрытые мотивы — Иван Покровский
- 2021 — Вкус мести — Руслан Шуравин, продюсер
- 2021 — Криминальный доктор — Андрей Викторович Смирнов, нейрохирург
- 2021 — Холодные берега. Возвращение — Марк Воронцов
- 2023 — Персональный ассистент — Вадим Воронков

## Дискография

#### Альбом «Сны Гулливера» (Тель-Авив) (2006 год)
1. «Неудачная» (муз. и сл. К. Сафонов)
2. «Волк и Красная Шапочка» (муз. и сл. К. Сафонов)
3. «Грустная песня» (муз. К. Сафонов, сл. Михаил Либин)
4. «Солдатский вальс» (муз. и сл. К. Сафонов)
5. «Деревенский бумер» (муз. К. Сафонов, сл. Михаил Либин)
6. «Танго» (муз. и сл. К. Сафонов)
7. «Пуля» (муз. и сл. К. Сафонов)
8. «Фсё мима» (муз. и сл. К. Сафонов)
9. «Вперёд в прошлое» (муз. и сл. К. Сафонов)
10. «Фишка» (муз. и сл. К. Сафонов)
11. «Моя» (муз. и сл. К. Сафонов)
12. «Первая кровь» (муз. и сл. К. Сафонов)
13. «Планета обезьян» (муз. и сл. К. Сафонов)
14. «Стюардесса» (муз. и сл. К. Сафонов)
15. «Татары» (муз. и сл. К. Сафонов)
16. «Пампассы» (муз. и сл. К. Сафонов)
17. «Триблатныхнах» (муз. и сл. К. Сафонов)
18. «Джига» (муз. и сл. К. Сафонов)

#### Саундтрек к телесериалу «Татьянин день» (2008 год)
- «Две любви» (дуэт с Анной Снаткиной) (муз. О. Воляндо. сл. Ю. Старостина)[28]